# Passiflora tarminiana
Passiflora tarminiana là một loài thực vật có hoa trong họ Lạc tiên. Loài này được Coppens & V.E. Barney mô tả khoa học đầu tiên năm 2001.